# Сирийски език
Сирийският език, наричан понякога в църковнославянските текстове и известен още като сирски език, е мъртъв книжовен език на част от сега арамейско-говорещите християни от Източното Средиземноморие.
Най-широко разпространение и развитие сирския език придобива от II век, когато е преведена Библията в т.нар. превод на „Пешита“ (виж Сирски преводи на Библията), който се превръща в каноничен за Асирийската църква. Той е много близък до някои от арамейските диалекти, и в този смисъл може да се счита, че на онзи етап в развитието си, макар и само като книжовен език, е бил жив език.
От VII век насетне тази антична издънка на древния арамейски език като своеобразен негов диалект, включително и на някогашната територия на Древна Сирия, започва постепенно да се заменя и подменя с арабски. Така в края на IX век сирийският е бил вече мъртъв език, макар някои книжовници в рамките на църквата да го използват и през X и XI век (виж и византийска реконкиста). Даже в края на XIII век по времето на Кръстоносните държави, на сирийски език са написани доста оригинални произведения.
Сирийският език използва и собствена писмено-графична система – сирийска азбука.